# Дебрно
Дебрно (чеськ. Debrno) — село, частина муніципалітету Dolany-над-Влтавою в окрузі Мельник. Село розташовано за 2 км на захід від Долани і в за 3 км від Кралупів-на-Влтаві. Селом протікає струмок Турський. Тут зареєстровано 61 адресу, постійно живе 55 жителів.
Дебрно — також назва кадастрової території площею 1,85 км².

## Історія
Перша письмова згадка про село датується 1437 роком.

### Походження назви
Назва Дебрно виникло з імен форми dьbrьno прикметника, що означає місце, розташоване в debři (западина; dьbrь або dъbrь).

## Пам'ятки

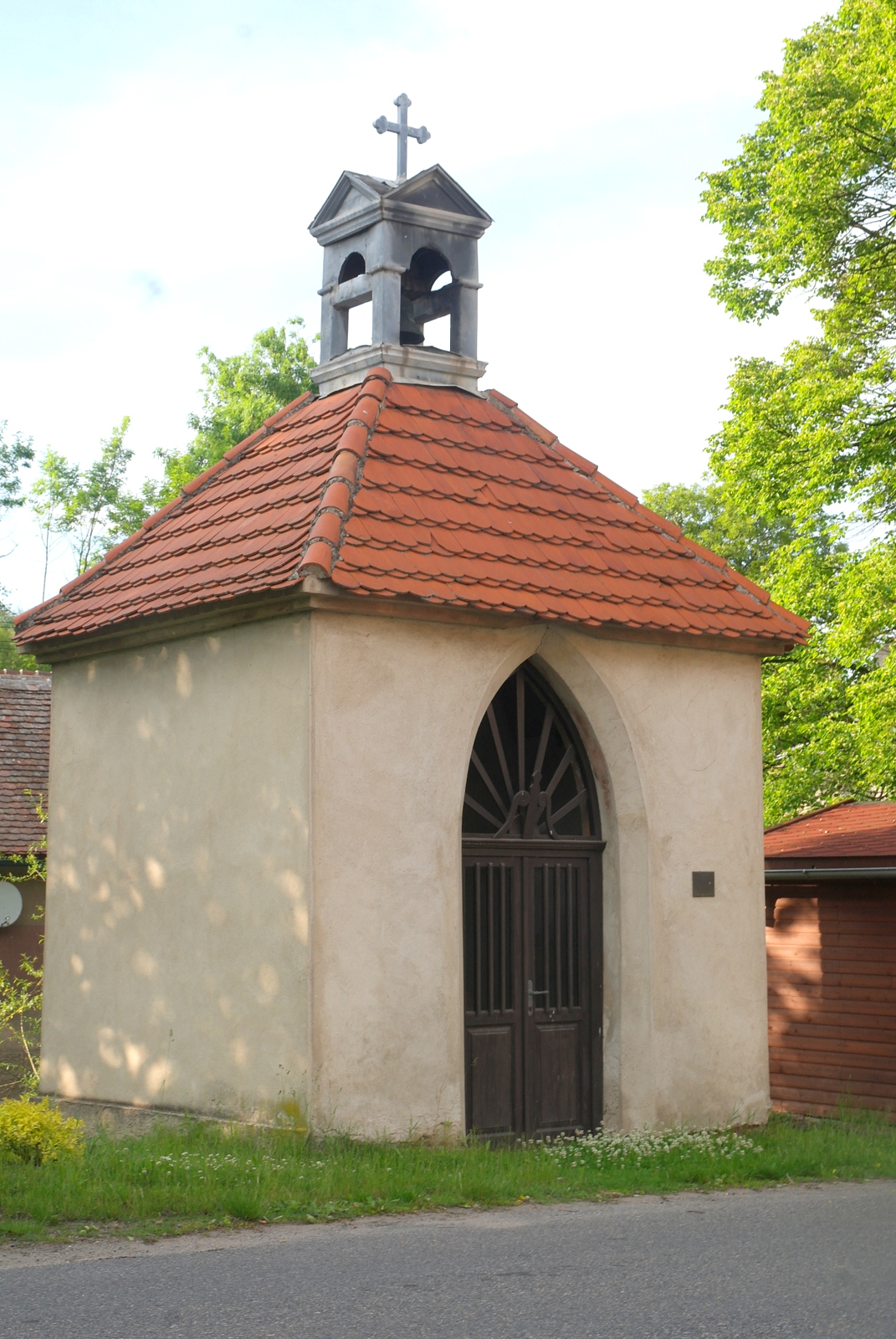
Каплиця святого Вацлава

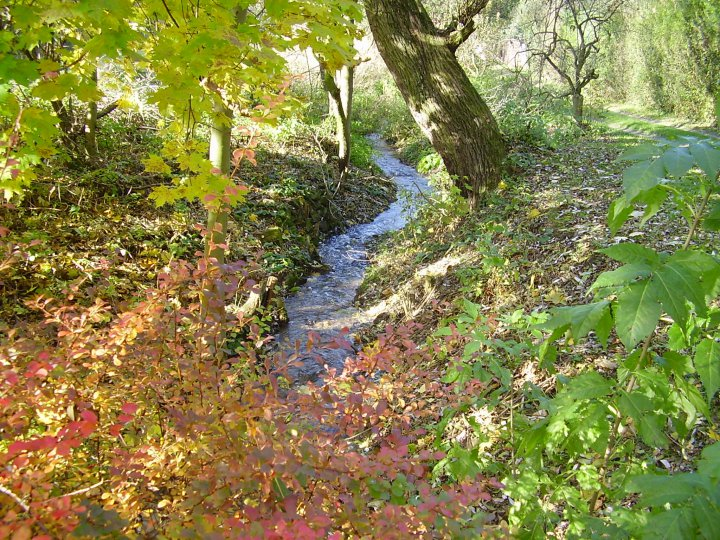
Струмок Турський восени

- Церква святого Готарда — прямокутна чотиригранна капличка, побудована 1769 року при дорозі до Голубіча, за 1½ км на південний захід від Дебрни. Раніше тут була статуя св. Готарда в головній ніші, яка не збереглася. Згодом на стіни нанесли зображення святих Флоріана, Лінгарта і апостола Тадея.[10] За кілька метрів від каплиці перетинаються селища Дебрна, Голубів і Турська.
- Каплиця св. Вацлава
- Садиби 1 та 3
- Фермерський двір під номером 6

## Відгуки
1. ↑  vdp.cuzk.cz
2. ↑  Register of territorial identification, addresses and real estates
3. ↑  Historický lexikon obcí České republiky 1869–2005: 1. díl / за ред. J. Růžková, J. Škrabal — ČSÚ, 2006. — 759 с. — ISBN 978-80-250-1310-6
4. ↑  https://www.cuzk.cz/Dokument.aspx?AKCE=META:SESTAVA:MDR002_XSLT:WEBCUZK_ID:628310
5. ↑  Český statistický úřad https://www.czso.cz/csu/czso/vysledky-scitani-2021-otevrena-data
6. ↑  Počet domů podle databáze ministerstva vnitra k 9. ledna 2018
7. ↑  Počet obyvatel dle sčítání lidu, domů a bytů podle databáze ČSÚ 2018
8. ↑  Historický lexikon obcí České republiky 1869–2005. 1. díl. Český statistický úřad. с. 160. ISBN 80-250-1310-3. Архів оригіналу за 5 серпня 2019. Процитовано 24 липня 2019.
9. ↑  Místní jména v Čechách – Jejich vznik, původní význam a změny. Т. I., A—H (вид. I). Česká akademie věd a umění. с. 327—329. Архів оригіналу за 29 травня 2020. Процитовано 24 липня 2019.
10. ↑  Ježková, Eva; a kol. (11 2006). Kaplička sv. Gottharda. Naše noviny. Měsíčník obce Holubice - Kozinec. (sic). № 12 číslo (вид. II. ročník). с. 8. Процитовано 11 березня 2011.[недоступне посилання з серпня 2019]